# なぜ? どうして? がおがおぶーっ!
『なぜ? どうして? がおがおぶーっ!』は、スロベニアの絵本作家リラ・プラップの絵本を原作とする日本のアニメーション作品。2008年（平成20年）にNHK教育テレビのアニメワールドにおいて放送されていた。各話5分。全26話。制作はNHKエンタープライズ。

## 概要
原作絵本の特徴である、黒い紙にパステルで描かれた動物の絵を基にしたアニメーションを用いている。その動物の特徴や習性にまつわる3択クイズ（シマウマ しましまなぜあるの? 等）を、アニメ化された原作者（リラさん）が出題する。（ただし3択はいずれもユニークなもので正解はなく、最後に正解を解説する。）各話に2種類の動物が登場し、その間に挿入歌が流れる。
この作品は高視聴率で大きな反響を呼び、放映時間の短さにもかかわらず、子供向けの文具や衣料、ぬいぐるみなど多種の関連グッズが販売された。またこの作品の成功がきっかけとなって、スロベニア観光局が日本向けに認知向上のプロモーションを企画した。

## スタッフ
- 原作：リラ・プラップ
- リラさんの声：室井滋
- その他の声：小林翼、樋口愛梨彩、藤井ゆりあ、湯山敦紀、今村直樹、阪口大助、岸野幸正、岡本寛志
- 翻訳：松田素子
- 動物学監修：国立科学博物館（川田伸一郎ほか）
- アニメーション制作：スリー・ディ、森孔版
- 音楽：小杉保夫
- 効果：西村睦弘
- アニメーション監督：吉良敬三
- ディレクラー：田中範一、国原裕一
- プロデューサー：諏訪雄一
- 制作：NHKエンタープライズ
- 製作・著作：リラ・プラップ製作委員会

## 各話リスト
2008年6月30日から放送。
| 話数   | サブタイトル             |
| ------ | ------------------------ |
| その1  | シマウマ・ワニ           |
| その2  | ライオン・ペンギン       |
| その3  | カバ・サル               |
| その4  | ゾウ・ナマケモノ         |
| その5  | キリン・スカンク         |
| その6  | イルカ・ヘビ             |
| その7  | ラッコ・ダチョウ         |
| その8  | ホッキョクグマ・コウモリ |
| その9  | サイ・リス               |
| その10 | パンダ・ペリカン         |
| その11 | コアラ・ジンベイザメ     |
| その12 | キリン・アルマジロ       |
| その13 | クジラ・ウサギ           |
| その14 | ラクダ・カンガルー       |
| その15 | ゾウ・フクロウ           |
| その16 | ワニ・タコ               |
| その17 | ハイエナ・カメレオン     |
| その18 | トラ・コウモリ           |
| その19 | セイウチ・カエル         |
| その20 | カバ・ヘビ               |
| その21 | カンガルー・カタツムリ   |
| その22 | クジャク・ウサギ         |
| その23 | ペンギン・サル           |
| その24 | コアラ・タコ             |
| その25 | ヤマアラシ・カメレオン   |
| その26 | ホッキョクグマ・フクロウ |

## 挿入歌
「わらウんだWAっ!」
- 歌：ブラザートム、ヤングフレッシュ
- 作詞：前田たかひろ　作曲：小杉保夫  編曲：本田洋一郎
- 振付：谷口國博(オフィスたにぞう・スマイルキッズ)

## 関連メディア
書籍　（原作の翻訳本） - 作・絵：リラ・プラップ  出版社：アノニマ・スタジオ（中央出版） 翻訳：松田 素子
- シマウマしましまなぜあるの? - 発行日：2008年06月  ISBN：9784877586676

書籍（アニメ絵本） - 作・絵：リラ・プラップ  出版社：アノニマ・スタジオ（中央出版） 
- なぜ? どうして? がおがおぶーっ! 1 ゾウのはなはなぜながい? - 発行：2009年04月  ISBN：9784877586775
- なぜ? どうして? がおがおぶーっ! 2 ライオンたてがみなぜあるの? - 発行：2009年04月  ISBN：9784877586782
- なぜ? どうして? がおがおぶーっ! 3 キリンのくびはなぜながい? - 発行：2009年08月  ISBN：9784877586874

DVD
- なぜ? どうして? がおがお ぶーっ! シマウマ しましま なぜ あるの?　-　発売日：2008年9月24日（日本コロムビア)
- なぜ? どうして? がおがお ぶーっ! ゾウ　 からだは なせ おおきいの?
- なぜ? どうして? がおがお ぶーっ! カバ どうして いつも みずのなか?

CD
- なぜ? どうして? がおがおぶーっ! - 発売日：2008年8月20日（日本コロムビア）
挿入歌「わらウんだWAっ!」、本編2話のDVD付

## 関連情報
- ダーウィンの動物大図鑑 はろ〜!あにまる  - 番組内でリラ・プラップの動物イラストが用いられたことが、本作制作のきっかけといわれている。
- スロベニア